# Махурська сільська адміністрація
Маху́рська сільська́ адміністра́ція (абх. Махәыр ақыҭа ахадара) — сільська адміністрація в складі Ткуарчальського району Абхазії. Адміністративний центр адміністрації — село Махур.
Сільська адміністрація в часи СРСР існувала як Махурська сільська рада Гальського району. 1994 року, після адміністративної реформи в Абхазії, сільська рада була перетворена на сільську адміністрацію і передана до складу Ткуарчальського району.
В адміністративному відношенні сільська адміністрація утворена з 3 сіл:
- Махур (Мухурі)
- Сабуліскеріо (Абласкір)
- Самелаїо

| Грузія | Це незавершена стаття з географії Грузії. Ви можете допомогти проєкту, виправивши або дописавши її. |